# Henning von Bassewitz
Henning von Bassewitz, (in tedesco Henning Friedrich Carl von Bassewitz) (Schwerin, 27 ottobre 1814 – Sternberg, 15 dicembre 1885), è stato un politico tedesco, primo ministro del Granducato di Meclemburgo-Schwerin dal 1869 al 1885.

## Biografia
Henning von Bassewitz proveniva da una famiglia di antichissime origini nel Meclemburgo ed egli stesso era nipote del conte Georg Henning von Bassewitz. La sua casta deteneva i titoli di signore ereditario di Walkendorf, Schwiessele, Dorotheenwalde e Teterow.
Von Bassewitz studiò legge presso le università di Rostock e Berlino e frequentò poi il servizio civile nell'esercito prussiano per poi passare al servizio del ducato del Meclemburgo nell'amministrazione, divenendo ciambellano. Nel 1851 divenne governatore del land dell'antico ducato di Meclemburgo-Güstrow.
Nel 1867 divenne membro del Reichstag della Confederazione Tedesca del Nord e dello Zollverein per la circoscrizione del Meclemburgo-Schwerin. Dal 1869 il duca Federico Francesco II lo nominò primo ministro del granducato di Meclemburgo-Schwerin affidandogli anche la direzioni degli Affari Esteri e della casa granducale. Egli rimase in carica sino al 1885 prestando servizio anche sotto il successore di Federico Francesco II, Federico Francesco III, e divenendo rappresentante al Bundesrat dell'Impero tedesco.

## Onorificenze
| Controllo di autorità | VIAF (EN) 54754990 · ISNI (EN) 0000 0000 0573 5197 · CERL cnp01130100 · GND (DE) 110875966 |